# زيزفورة بوشكينية
زيزفورة بوشكينية (الاسم العلمي:Ziziphora puschkinii) هي نوع من النباتات يتبع جنس الزيزفورة من الفصيلة الشفوية.	
سمي هذا النوع من النبات تكريماً لعالم النبات الروسي أبولو موسين-بوشكين (بالإنجليزية: Apollo Mussin-Pushkin)‏.